# Église Saint-Martin-de-Tours de Marcé
L'église Saint-Martin-de-Tours est une église située à Marcé, en France.

## Localisation
L'église est située dans le département français de Maine-et-Loire, sur la commune de Marcé.

## Historique
L'édifice est inscrit au titre des monuments historiques en 1972.

## Galerie

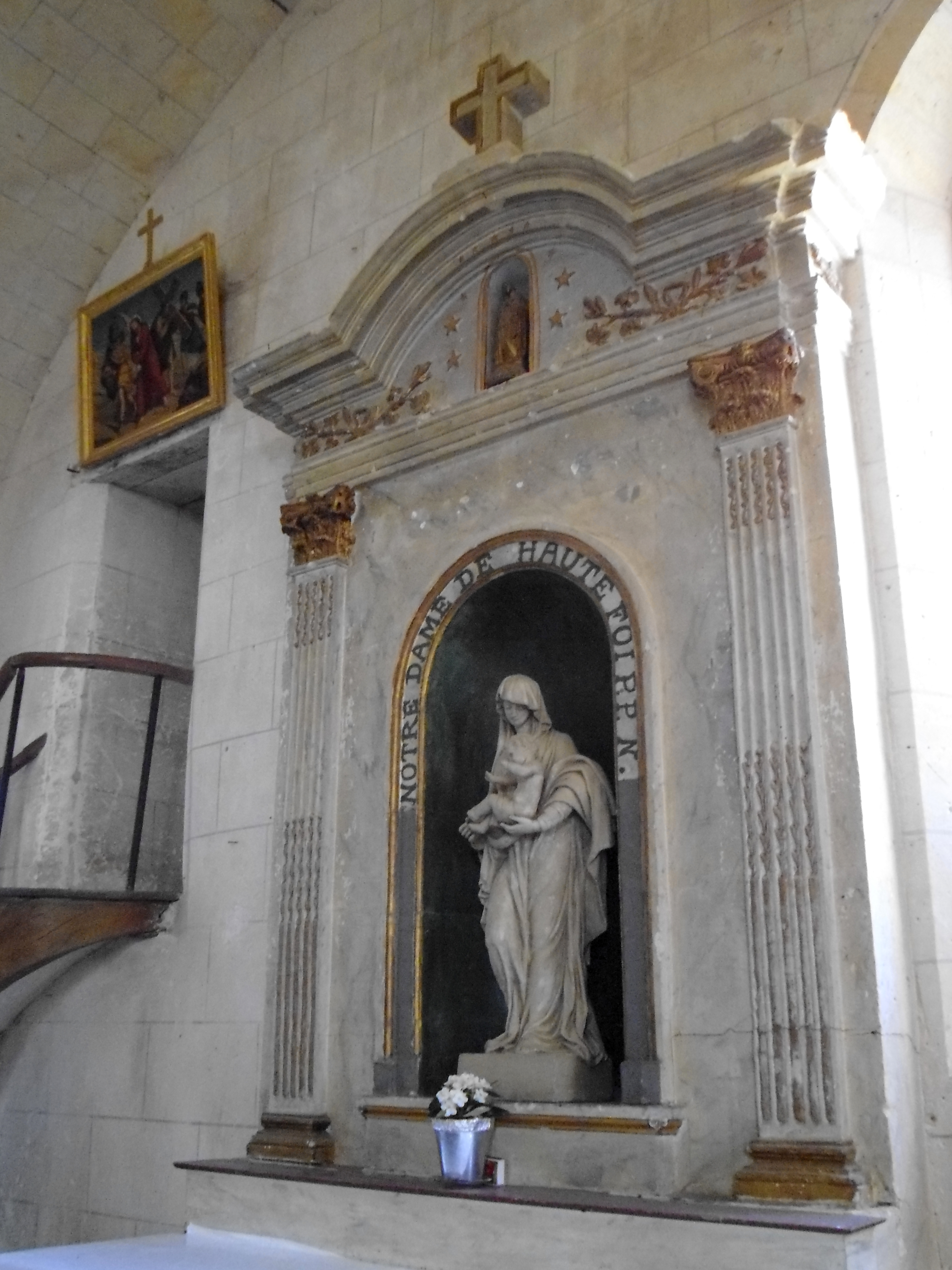
Autel et statue à la Vierge dans l'église
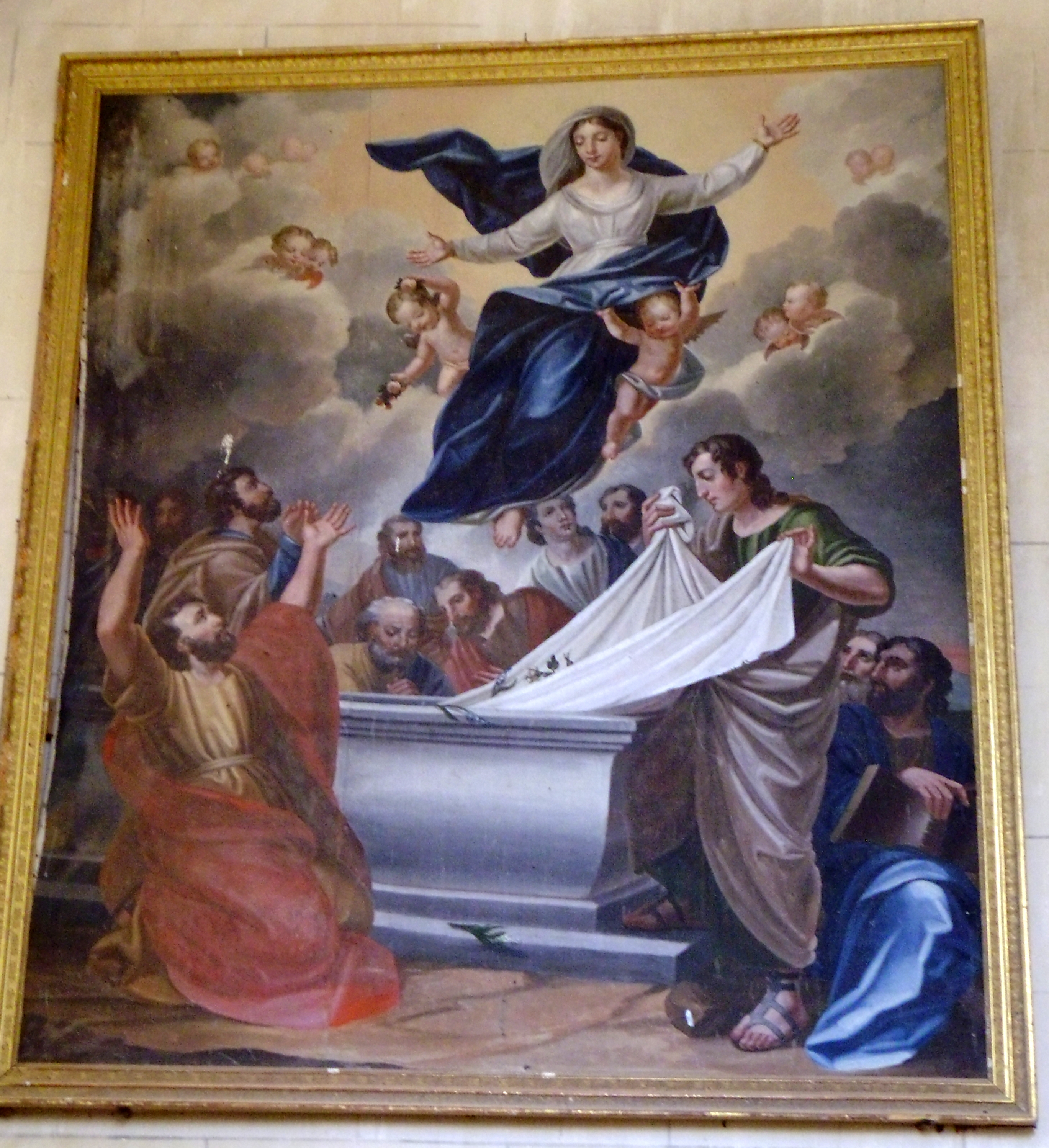
Assomption de la Vierge dans l'église
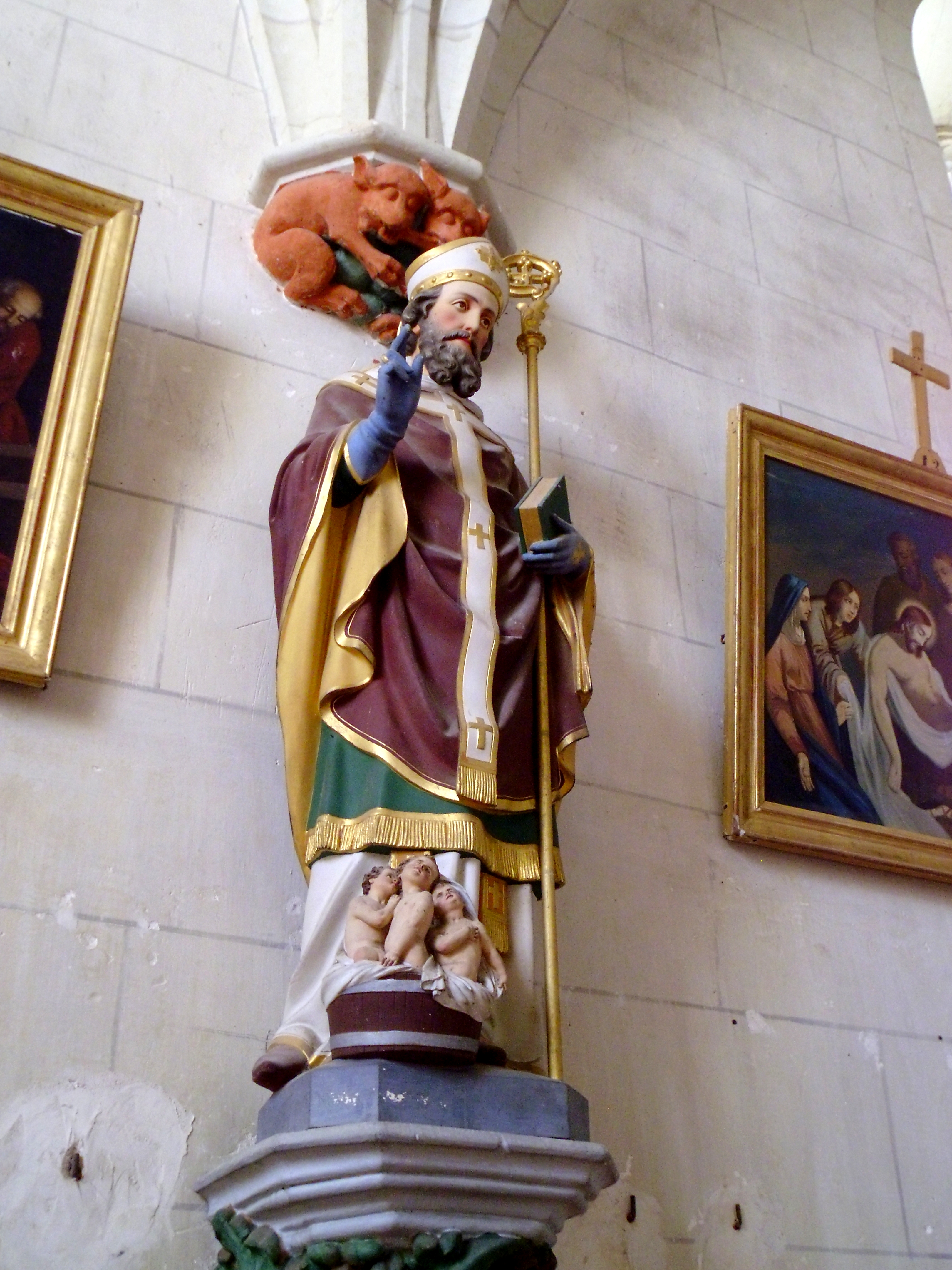
Statue de saint Nicolas et les trois petits enfants au baquet dans l'église
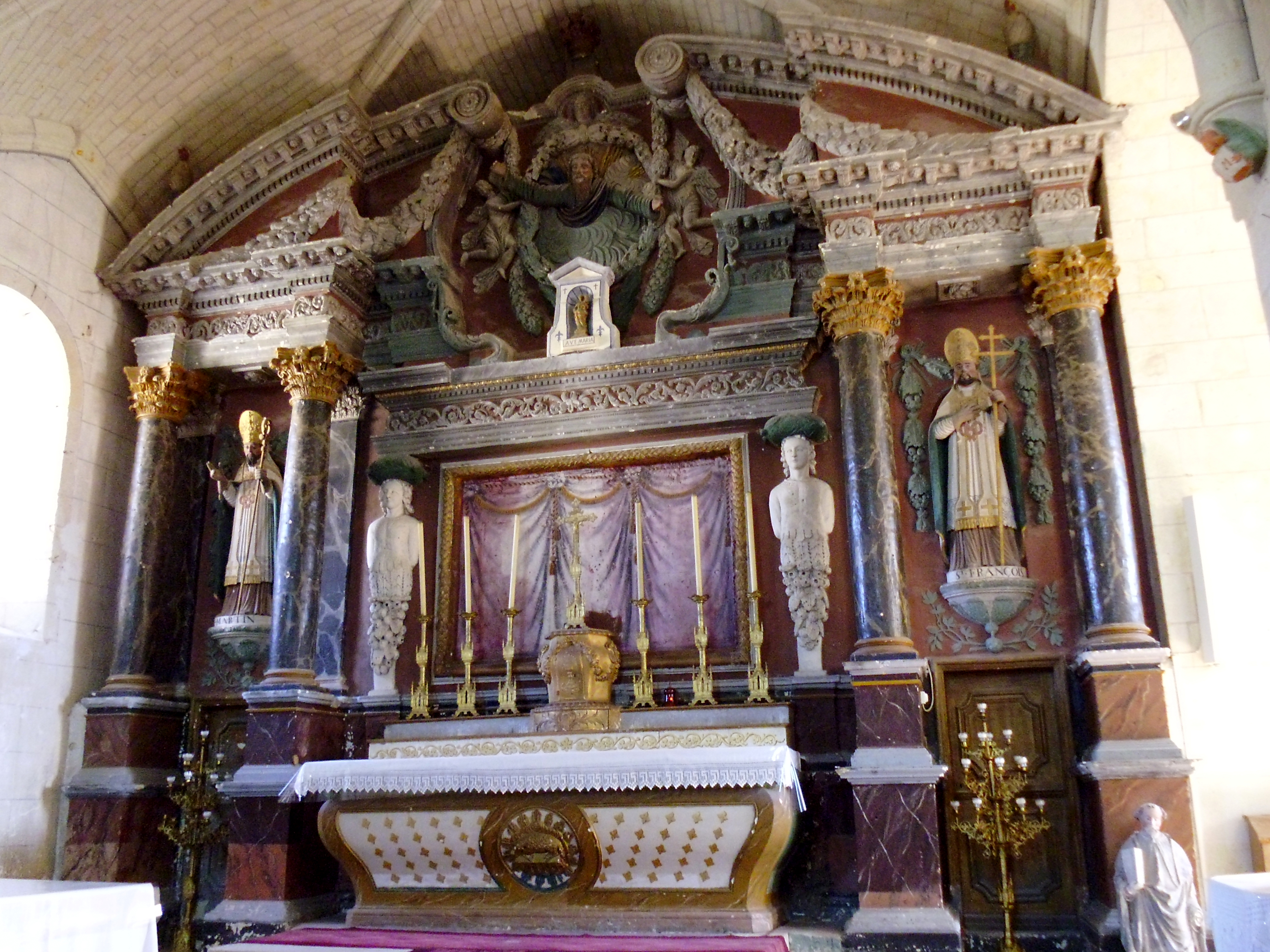
Ensemble baroque de l'église
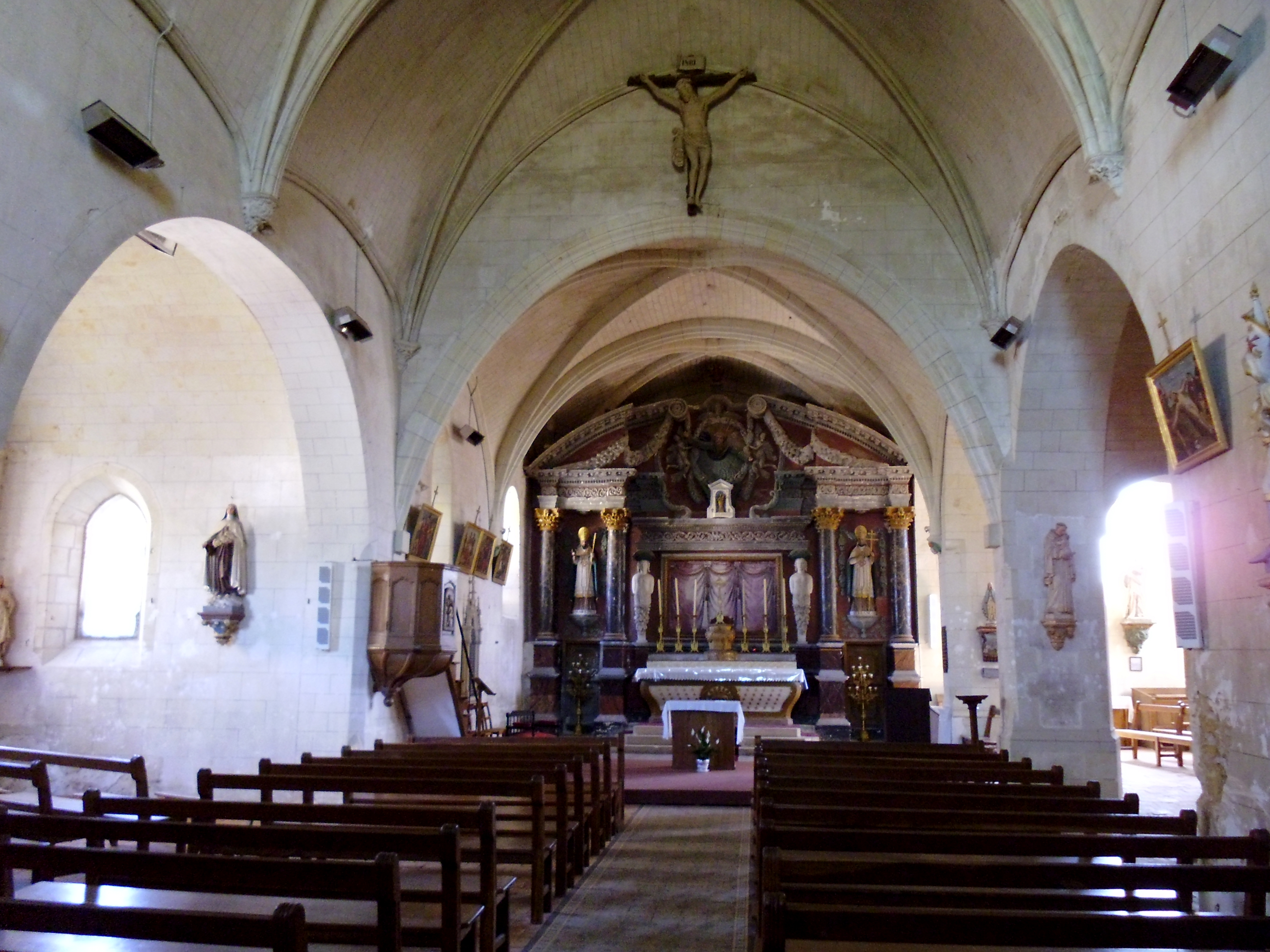
Vue générale intérieure de l'église
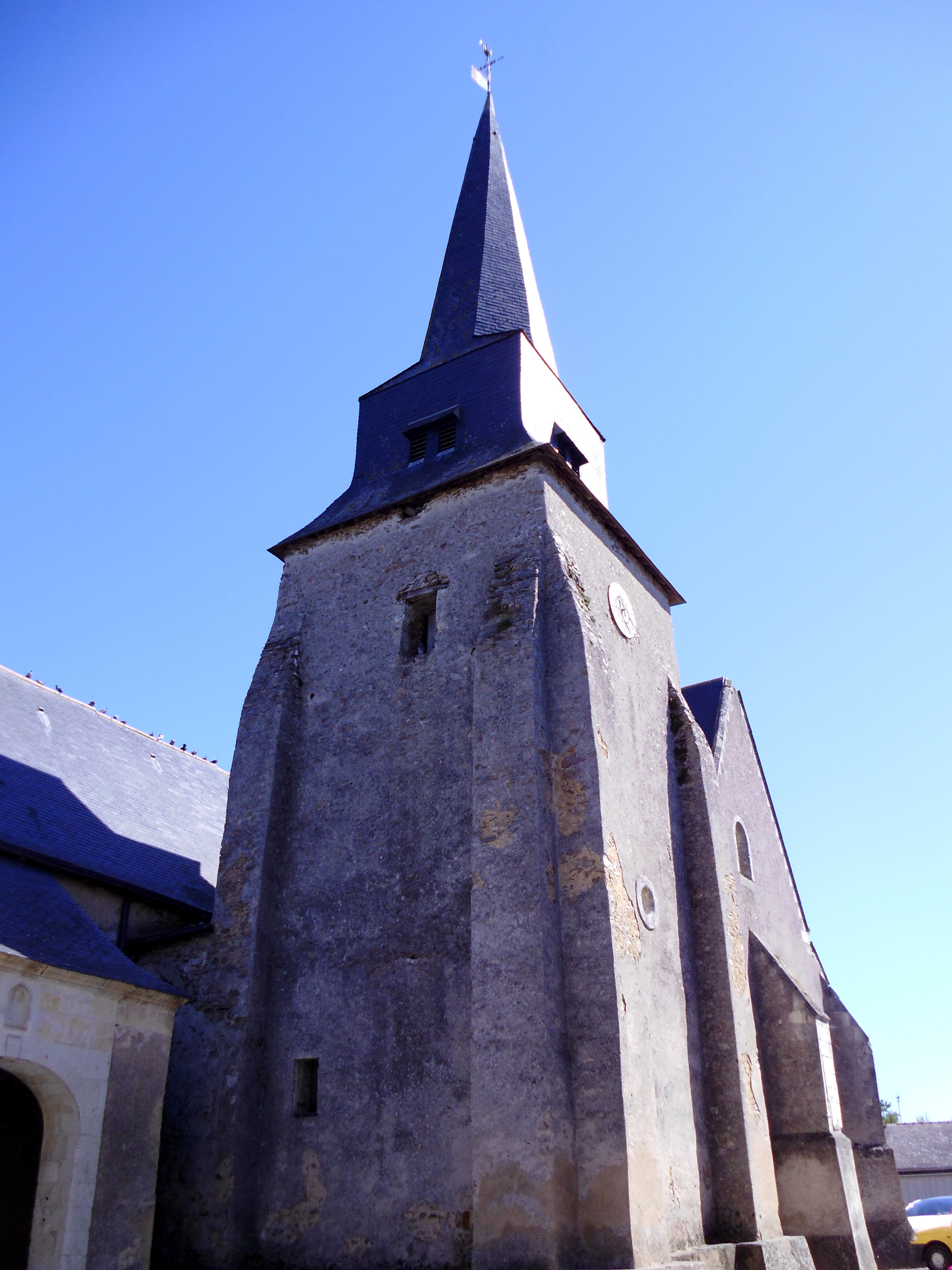
Clocher de l'église